# Fernand Girault
Pour les articles homonymes, voir Girault.
Fernand Girault est un homme politique français né le 8 février 1891 à Saint-Privé, dans le département de l'Yonne et décédé le 9 septembre 1965 à Auxerre.

## Biographie
Tout d'abord contremaître, il s'engage comme soldat lors de la Première Guerre mondiale, puis devient directeur d'une scierie. Proche de l'Alliance démocratique (AD), il est élu conseiller d'arrondissement de Perreux.
En 1936, il se présente aux élections législatives. Élu, il siège à l'Alliance des républicains de gauche et des radicaux indépendants, le principal groupe parlementaire de l'AD. Parlementaire actif, il est élu secrétaire de la Chambre des députés en janvier 1940.
Il vote, le 10 juillet 1940, en faveur de la remise des pleins pouvoirs au Maréchal Pétain et ne retrouve pas de mandat parlementaire après la Seconde Guerre mondiale.
Sa tombe se trouve au cimetière de Saint-Privé.

## Sources
- « Fernand Girault », dans le Dictionnaire des parlementaires français (1889-1940), sous la direction de Jean Jolly, PUF, 1960 [détail de l’édition]